# Болцманов интеграл
Болцманов колизиони интеграл (познат и као само Болцманов интеграл или колизиони интеграл) је модални колизиони интеграл помоћу којег се могу добити Болцманове кинетичке једначине, једначине које описују кинетичке појаве у разређеним високојонизованим гасовима и плазмама када међу честицама делују силе краћег домета. Најчешће се под Болцмановим колизионим интегралом обухватају само случајеви када су судари еластични, тачкасти и тренутни, али се посматрање може уопштити и на нееластичне сударе.
Болцманов интеграл је историјски био први колизиони интеграл и помоћу њега су први пут написане кинетичке једначине.
Болцманов интеграл се записује у облику:
{\displaystyle I_{\alpha \beta }=a-e,}
где је {\displaystyle I_{\alpha \beta }} колизиони интеграл за судар честица врсте α са честицама врсте β, а а и е представљају апсорпциони и емисиони члан.

## Добијање Болцмановог колизионог интеграла
Болцманов колизиони интеграл се добија из Лиувилове теореме, применом BBGKY ланца једначина.